# 北京大戚收音机电影机博物馆
39°57′36″N 116°43′09″E / 39.96013°N 116.71915°E
北京大戚收音机电影机博物馆，位于北京市通州区宋庄镇小堡村环岛东500米赛格斯大厦，是一家展示收音机、电影放映机的私人博物馆。

## 简介
该馆馆长戚建钢从2005年收藏各类收音机和电影放映机及相关藏品，到2013年已收藏各式电影放映机近500套，拷贝上千部，各式收音机3000余台。2011年8月25日，该博物馆在通州区宋庄镇小堡村动工。2011年12月7日，主体建筑封顶。2013年5月1日，该博物馆开馆。该馆是是中国迄今最大的私人收音机电影机博物馆。
博物馆共分六层（地上五层，地下一层）。地下一层是藏品库房及藏品研究室；一层是博物馆配套设施（博物馆服务大厅、咖啡厅等等）；二层是电影放映机展厅；三层是收音机展厅；四层、五层是办公区。